# Полкинхорн, Джон
Сэр Rev. Джон Полкинхорн (англ. John Charlton Polkinghorne; 16 октября 1930, Уэстон-сьюпер-Мэр, Англия — 9 марта 2021, Кембридж) — британский физик-теоретик, англиканский богослов и священник.
Доктор, профессор Кембриджа, президент его Куинз-колледжа в 1988–1996. Член Королевского общества (1974). 
В 1997 г. был посвящён в рыцари. Лауреат Темплтоновской премии (2002).

## Биография
Родился в семье почтового служащего Джорджа Полкинхорна и его супруги Дороти Чарлтон, дочери конюха. Джон был третьим ребёнком в семье. У него были сестра Анна, умершая в возрасте шести лет — за один месяц до рождения Джона, и брат Питер. Питер стал военным лётчиком RAF и погиб во время боевого вылета в 1942 г. Джон Полкинхорн получил образование в элитной частной школе для мальчиков в Персе, Кембридж. С 1948 по 1949 год служил в образовательном корпусе Королевской армии, изучал математику в кембриджском Тринити-колледже, который окончил в 1952 году. Получил степень доктора философии (PhD) по физике в 1955 году под руководством Абдуса Салама в группе, руководимой Полем Дираком.
В 1955 году женился на Рут Марти и был приглашен в Калифорнийский технологический институт, где продолжил научные исследования вместе с Мюррэем Гелл-Манном. После двух лет преподавания в университете Эдинбурга он вернулся в Кембридж в 1958 году, а в 1968 был избран профессором математической физики.

### Научная, общественная и религиозная деятельность
В течение 25 лет Полкинхорн занимался теоретической физикой, работая в области теории элементарных частиц, и играл важную роль в открытии кварков. С 1968 по 1979 год был профессором математической физики Кембриджского университета, а в 1974 году был избран членом Королевского общества. С 1972 по 1981 год являлся главой руководства элитной школы для мальчиков в Персе.
Полкинхорн являлся членом Комитета по медицинской этике, Генерального синода Англиканской церкви, Комиссии по вероучению и Комиссии по генетике человека. Он являлся членом Королевского колледжа в Кембридже и в течение 10 лет каноником кафедрального собора в Ливерпуле. Также он является основателем Общества рукоположённых ученых, а также Международного общества по науке и религии (International Society for Science and Religion). В 1993—1994 гг. Полкинхорн был удостоен права выступить с престижными Гиффордовскими лекциями, которые он позднее опубликовал в книге «Вера глазами физика» (англ. The Faith of a Physicist).
Полкинхорн начал своё служение в Англиканской церкви в Уэсткотт Хаусе, Кембридж, став англиканским священником в день Св. Троицы 1982 г. в Тринити-колледже, Кембридж. После 5 лет приходского служения Полкинхорн вернулся в Кембридж в качестве декана капеллы Тринити-холла. Затем он стал президентом Королевского колледжа в Кембридже. В 1997 году он был удостоен звания Рыцаря Ордена Британской империи (KBE); в 1998 стал почетным доктором Даремского университета, в 2002 был удостоен премии Джона Темплтона за вклад в исследования в области диалога между наукой и религией.
Полкинхорн является автором пяти книг по физике и 26 книг о связи между наукой и религией, в том числе таких известных работ, как «Квантовый мир» (1989), «Квантовая физика и теология: неожиданное родство» (2005), «Исследуя реальность: переплетение науки и религии» (2007). 

## Взгляды
Полкинхорн называет свой взгляд на мир критическим реализмом и твердо убежден в том, что существует единый мир, различные аспекты которого рассматривают религия и наука. Он полагает, что механистические объяснения мира, которые развиваются со времен Лапласа и достигли своего антирелигиозного апогея в трудах Ричарда Докинза, должны быть заменены пониманием, что большая часть природы больше похожа на облака, нежели на часы. Полкинхорн рассматривает разум, душу и тело как различные аспекты одной и той же фундаментальной реальности — «двухаспектный монизм», который предполагает, что «в мире существует только один материал (не два — материальный и ментальный), но который может проявляться в двух противоположных состояниях (материальной и ментальной фазах, как мог бы сказать физик), которые объясняют наше восприятие различия между разумом и материей». Полкинхорн полагает, что стандартная физическая причинность не может адекватно описать множество путей, которыми взаимодействуют вещи и люди, и использует фразу «активная информация» для того, чтобы выразить своё убеждение в том, что когда энергетически возможны многие события, может существовать высший уровень причинности, на котором может происходить выбор.

### Существование Бога
Полкинхорн считает, что «вопрос о существовании Бога является одним из наиболее важных вопросов, из стоящих перед нами вопросов о природе реальности». Он рассматривает вопрос о том, является ли концепция Бога имеющей смысл. И если да, есть ли у человека причины верить в Него? Полкинхорн считает, что Бог является предельным ответом на главный вопрос Лейбница: «почему существует нечто, нежели ничто?» «Плоское утверждение о существовании мира», которое делают атеисты, является «совершенно недоказуемым взглядом на реальность», говорит он, утверждая, что «теизм объясняет гораздо больше, чем редукционистский атеизм даже может принять в рассмотрение». Полкинхорн очень сомневается в достоверности онтологического доказательства Ансельма Кентерберийского. «Если мы не можем доказать согласованность арифметики, вряд ли можно надеяться, что легче иметь дело с существованием Бога», и делает вывод, что Бог является «онтологически необходимым, но не логически необходимым». Он не утверждает, что существование Бога может быть продемонстрировано логически принудительным образом (тем более Его несуществование), но что теизм делает мир и опыт человека более осмысленным, нежели атеизм. В частности Полкинхорн указывает на разумность вселенной: «Можно ожидать, что эволюционный отбор должен произвести разум гоминидов для воспроизводства повседневного опыта, но что эти умы также должны быть способны понять субатомный мир и общую относительность, выходит далеко за рамки любой способности к выживанию приспособленных. Тайна становится ещё более глубокой, когда кто-либо признает плодотворность идеи математической красоты как руководства к нахождению успешной теории».

### Теизм
Полкинхорн считает, что теизм предлагает более убедительное рассмотрение этических и эстетических вопросов, нежели атеизм. Он рассматривает проблему зла как наиболее серьёзное интеллектуальное возражение против существования Бога, но в то же время полагает, что известный аргумент о свободе воли в рассмотрении вопроса о моральном зле, допускающий мир с возможностью существования грешного человека, лучше, чем с совершенно запрограммированными машинами. «Рассказ о человеческом зле является таким, что невозможно делать это утверждение без дрожи, но я полагаю, что он, тем не менее, верен. Я добавлю к этой защите свободы воли, что миру позволено быть чем-то лучшим, чем кукольному театру с космическим тираном. Я думаю, что эти два аргумента являются противоположными сторонами одной монеты, что наша природа является тесно связанной с физическим миром, который дал нам рождение».

## Наука и религия
Главная тема исследований Полкинхорна посвящена родственным отношениям науки и религии. Он акцентирует внимание читателей на том, что когда он надевает «колоратку», он не перестает искать истину. Многие из его книг посвящены исследованию аналогий между поиском истины в науке и религии в рамках единого философского подхода, который он называет критическим реализмом. Он считает Майкла Полани философом науки, который искал плодотворного баланса между «критическим» и «реализмом». Полкинхорн полагает, что существуют близкие отношения между способами, с помощью которых наука и богословие занимаются поиском истины в рамках соответствующих областей интерпретируемого ими опыта и показывает это на примере развития квантовой физики, говоря, что, в обеих дисциплинах, существуют пять пунктов родственных отношений:
1. Моменты радикального пересмотра.
2. Период неразрешимой путаницы.
3. Новый синтез и понимание.
4. Продолжающаяся борьба с неразрешенными проблемами.
5. Глубокие следствия.

## Примечательные факты
Являлся одним из двух священников - членов Королевского общества (второй - статистик Бернард Сильверман) и одним из трех священников - кавалеров ордена Британской империи.